# Чистерна ди Латин
Чистерна ди Латин (итал. Cisterna di Latina) је насеље у Италији у округу Латина, региону Лацио.
Према процени из 2011. у насељу је живело 27362 становника. Насеље се налази на надморској висини од 85 м.

## Становништво
Према резултатима пописа становништва 2011. у општини је живело 35.551 становника.
| 1936.  | 1951.  | 1961.  | 1971.  | 1981.  | 1991.  | 2001.  | 2011.  |
| ------ | ------ | ------ | ------ | ------ | ------ | ------ | ------ |
| 12.471 | 14.182 | 16.514 | 22.685 | 28.189 | 31.463 | 32.584 | 35.551 |

## Партнерски градови
- Форт Смит
- Grombalia